# Potlatch (software)
Potlatch è un programma per la modifica dei geodati di OpenStreetMap basato su Adobe Flash. È uno dei due programmi inclusi direttamente sul sito di OpenStreetMap. Mentre JOSM è pensato per modifiche su larga scala, Potlatch è uno strumento per dare più facilità nel contribuire ai nuovi utenti; il suo successore, iD, continua su questa traccia facendo uso di tecnologie web più moderne come SVG e D3.js.
Potlatch richiede un web browser con la versione 8 di Flash.
Nel dicembre 2010 è uscito Potlatch 2.
Dopo aver ottenuto da Microsoft il permesso all'uso di immagini aeree del suo servizio Bing Maps per la tracciatura, queste sono state implementate anche in Potlatch.